# Coopers Town
Coopers Town är en ort i distriktet North Abaco i Bahamas. Orten ligger på ön Abaco, cirka 200 kilometer norr om Nassau. Coopers Town hade 1 025 invånare (2010).
Orten är den nordligaste av öns bosättningar. Den grundades på 1870-talet av Albert Bootles familj från Grand Bahama. Tidigt odlades ananas och havssvampar, men bägge näringarna har krympt det senaste århundradet. Ett stort hinder för dessa näringar har varit avsaknaden av en naturhamn.
En känd person som har bott i Coopers Town är Bahamas tidigare premiärminister Hubert Ingraham.